# روبرت فودغ
روبرت فودغ (بالإنجليزية: Robert Fudge)‏ هو مدير فني أمريكي، ولد في 3 فبراير 1901 في كوفينغتون في الولايات المتحدة، وتوفي في 27 سبتمبر 1955 في مونتغمري في الولايات المتحدة.